# Costo de vida

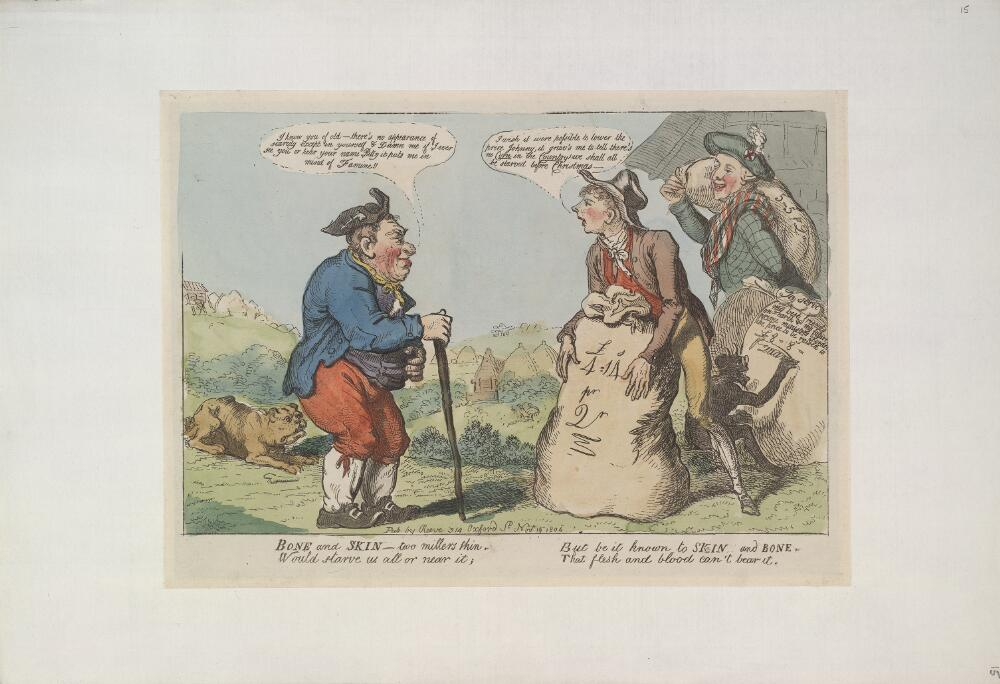
Sátira sobre el Corn Bill y el precio del pan. (caricatura política británica); Un comentario sobre el alto precio del trigo a finales de 1804, por el que se culpó al Corn Bill de Pitt

El costo de vida es un concepto teórico que representa el valor o coste de los bienes y servicios que los hogares consumen para obtener determinado nivel de satisfacción. 
El índice de costo de vida es un índice que indica cuánto se incrementa (o modifica) el costo de los hogares para mantener un mismo nivel de satisfacción. 
El cálculo del costo de vida es un problema difícil porque se basa en conceptos subjetivos (nivel de satisfacción). Como estimador del costo de vida suele usarse el IPC sabiendo que hay diferencias importantes: el IPC se refiere a una canasta fija de bienes y servicios.